# Lužani (Oriovac)
Lužani su naselje u općini Oriovac, u Brodsko-posavskoj županiji.

## Zemljopis
Lužani se nalaze 5 km zapadno od Oriovca, susjedna naselja su Malino na istoku, Batrina na zapadu, Ciglenik na sjeveru Pričac i Živike na jugu. Nalazi se na desnoj obali rijeke Orljave i na čvorištu autoceste A3.

## Stanovništvo
Prema popisu stanovništva iz 2011. godine Lužani su imali 1.058 stanovnika, dok su 2001. godine imali 1.192 stanovnika, od čega 1.124 Hrvata i 25 Srba. 
| broj stanovnika | 495   | 571   | 584   | 693   | 711   | 826   | 818   | 953   | 970   | 1057  | 1148  | 1210  | 1233  | 1275  | 1192  | 1058  | 850   |
|                 | 1857. | 1869. | 1880. | 1890. | 1900. | 1910. | 1921. | 1931. | 1948. | 1953. | 1961. | 1971. | 1981. | 1991. | 2001. | 2011. | 2021. |

## Gospodarstvo
Lužani se mogu svrstati među gospodarski razvijena područja u odnosu na ostala naselja na području Općine Oriovac, a najzastupljenije djelatnosti su poljodjelstvo, stočarstvo, kemijska industrija, građevinarstvo, trgovina, te ugostiteljstvo. Među vodećim subjektima može se istaknuti dugostojeća tvornica boja Chromos Svjetlost.

## Udruge
- DVD Lužani
- KUD Graničar

## Sport
- NK Svjetlost nogometni klub